# Alberic Manfredi de Marradi
Alberic Manfredi de Marradi va ser fill de Joan Manfredi de Marradi. Va ser senyor de Marradi, Montemaggiore, Biforco, Castiglionchio, San Cassiano, Premilcuore, Boccone, Gambaraldo i Gattaia. Va ser un destacat capità florentí. Va morir vers el 1400.
Va ser el pare de Ludovic (senyor de Marradi, Montemaggiore, Biforco, Castiglionchio, San Cassiano, Premilcuore, Boccone, Gambaraldo i Gattaia fins al 1432, i consenyor de Brisighella, Calamello, Fornazzano, Montealbergo i Montevecchio des del setembre del 1413, que va ser capità de l'exèrcit de Milà el 1435 i va morir vers el 1442), Joan (consenyor de Brisighella, Calamello, Fornazzano, Montealbergo i Montevecchio el setembre del 1413, mort vers el 1440), Jaume (consenyor de Brisighella, Calamello, Fornazzano, Montealbergo i Montevecchio el setembre del 1413, mort vers el 1440), Lisa (esposa des del 1397 d'Obizzo da Polenta senyor de Ravenna, morta vers el 1414), i una cinquena filla de nom desconegut, casada amb Aldobrandino de Polenta, consenyor de Ravenna, assassinat per son cunyat Obizzo el 1405 o 1406).